# 曾广商
曾广商（1935年7月6日—），湖南长沙人。中国工程院院士、中国运载火箭技术研究院专家。
1959年，毕业于北京航空学院，此后供职于航天工业总公司一院。1999年，当选为中国工程院院士，在北京航空航天大学、哈尔滨工业大学、北京交通大学陆续任教。